# Fouchères-aux-Bois
Pour les articles homonymes, voir Fouchères.
Fouchères-aux-Bois est une commune française située dans le département de la Meuse, en région Grand Est.
Il semble que le nom des habitants soit (était) « les Fous ». Cette appellation n'est pas ou plus utilisée.

## Géographie

### Situation
La commune de Fouchères-aux-Bois se situe au sud-ouest du département de la Meuse, dans le canton de Montiers-sur-Saulx, arrondissement de Bar-le-Duc. D'un point de vue moins administratif, la commune se situe dans le Barrois.

#### Communes limitrophes
Les distances aux centres urbains les plus proches sont les suivantes :
- Ligny-en-Barrois : 10 km ;
- Bar-le-Duc : 25 km ;
- Saint-Dizier : 30 km ;
- Nancy : 85 km ;
- Paris : environ 250 km.

On notera par ailleurs que la commune se situant à proximité de la RN 4, les temps de parcours sont assez rapides, dont : 
- Saint-Dizier : 20 min ;
- Bar-le-Duc : 25 min ;
- Nancy : environ 1 heure.

### Relief et paysages
Situé sur le versant occidental des collines qui séparent la vallée de l'Ornain et celle de la Saulx, le territoire est peu accidenté. À part le vallon qui se trouve entre le village et la forêt communale, il ne se compose que de deux plateaux dirigés du sud-ouest au nord-est, et dont les principales altitudes sont 271, 291, 294 et 325 mètres. Le vallon situé entre le village et la forêt communale se prolonge vers la commune de Ménil-sur-Saulx, fixant ainsi l'altitude la plus basse aux environs de 250 m. Ce vallon est rejoint par d'autres (dont le fossé Chapelot). 

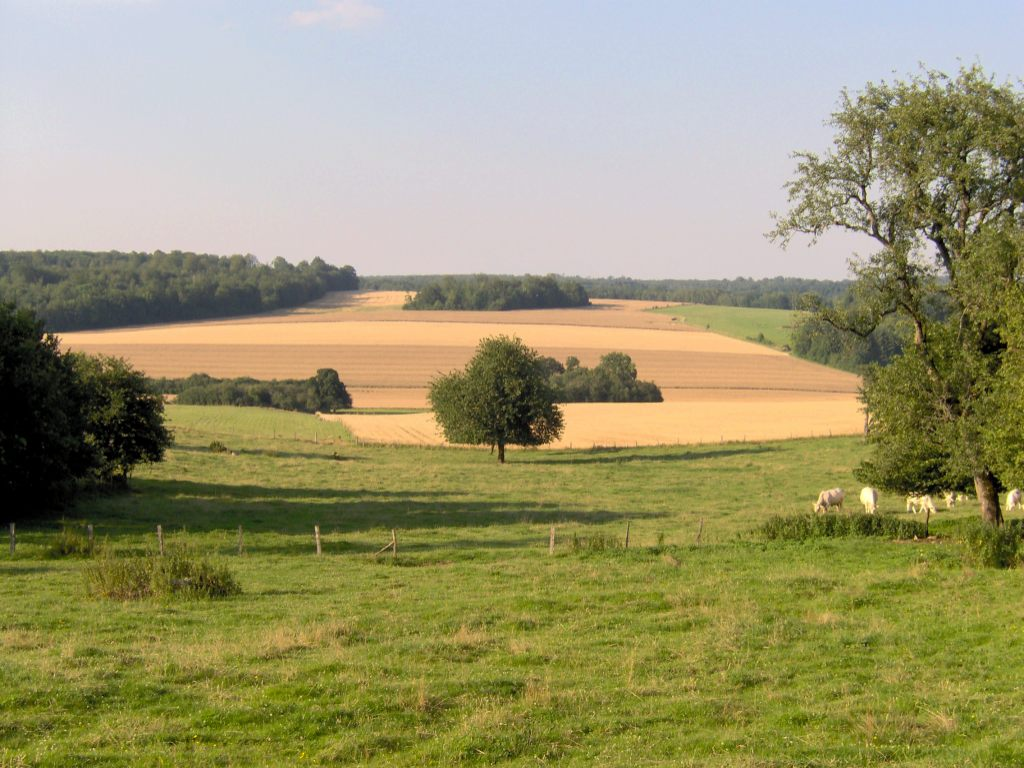
Vue vers le nord, depuis les abords du village.

Le village se situant en hauteur par rapport à ses abords immédiats, la vue y est assez dégagée, en particulier, au sud-ouest vers la vallée de la Saulx (on peut voir Dammarie-sur-Saulx) et vers l'ouest, direction où on peut apercevoir le plateau de l'autre côte de la vallée, avec une vue sur l'abbaye de Jovilliers. Le paysage en lui-même est composé de champs de taille moyenne (le remembrement date de 1968) et de forêts les entourant. On trouve aussi quelques prés. La commune est donc bordée à l'est et au sud-est par la forêt de Ligny, au nord par la forêt communale de Menaussard, au nord-ouest par le bois de Charmois (petit massif forestier qui s'étend aussi sur les communes de Ménil-sur-Saulx et Nant-le-Petit. Au sud, on trouve aussi le bois des Minières. On voit donc ici que le village porte son nom à juste titre.

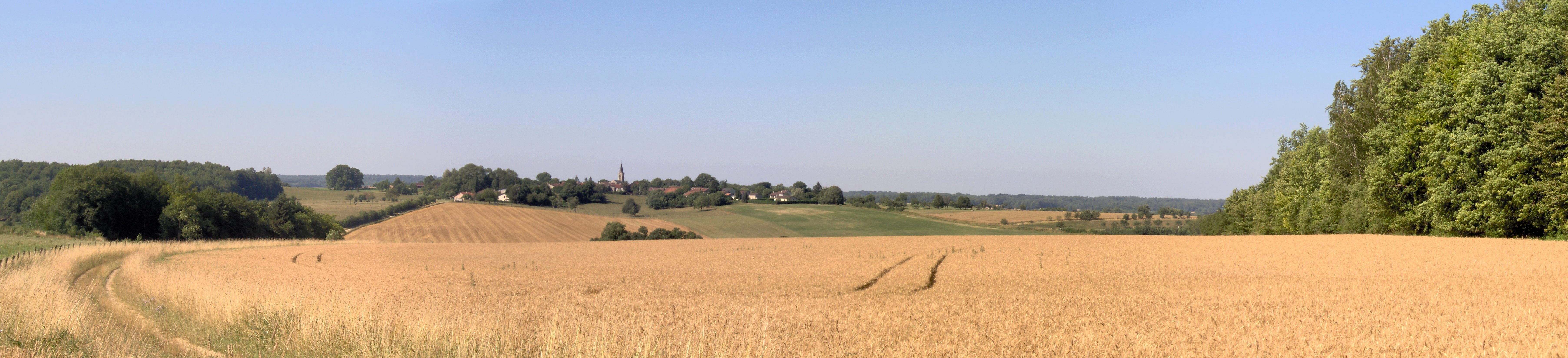
Vue du village et des alentours depuis le nord.

### Géologie
Le territoire de Fouchères est situé sur les dernières assises du Jurassique inférieur. Une partie se trouve constituée par les dépôts de la période de transition entre les époques secondaire et tertiaire, dépôts vulgairement nommés couches de Puzbec.
Au sud, le minerai de fer affleure et occupe en général une épaisseur moyenne de cinq mètres. Le nom du lieu-dit est les Minières.
Les fossiles sont très rares, à peine trouve-t-on dans la partie nord, quelques vestiges de bélemnites et d'ammonites, représentants de la période secondaire.
Les assises que l'on rencontre au sud en creusant une section verticale sont, après la couche de terre arable, la terre glaise, le minerai de fer, la marne noire argileuse, et la marne jaunâtre agglomérée.
Au nord, le sous-sol est une roche dure que l'on exploitait autrefois comme carrière. Le lieu-dit de cette exploitation est les Lavières. Cette pierre se remarque dans les murs des maisons par se teinte grise, presque bleutée.

### Hydrographie
La commune est dans la région hydrographique « la Seine de sa source au confluent de l'Oise (exclu) » au sein du bassin Seine-Normandie. Elle n'est drainée par aucun cours d'eau, bien que, lors d'importantes précipitations, on assiste épisodiquement à des phénomènes d'écoulement dans le vallon entre le village et la forêt communale. On compte par ailleurs une mare, à l'entrée du village en venant de Villers-le-Sec (la commune en comptait un plus grand nombre, au moins une supplémentaire, au début du XXe siècle). On notera aussi un nombre important de puits et citernes dans le village.

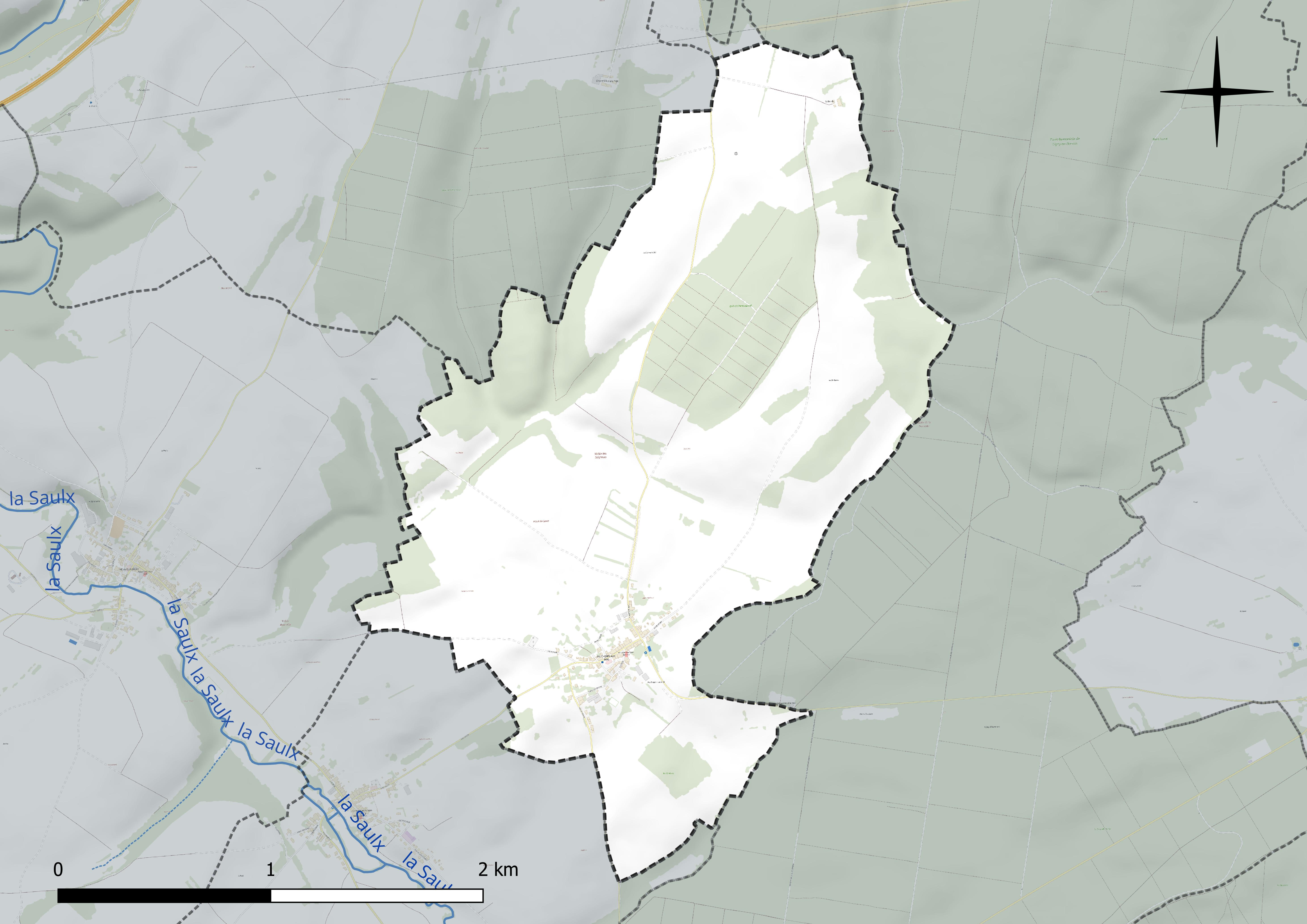
Réseau hydrographique de Fouchères-aux-Bois.

### Climat
Pour des articles plus généraux, voir Climat du Grand Est et Climat de la Meuse.
En 2010, le climat de la commune est de type climat de montagne, selon une étude du Centre national de la recherche scientifique s'appuyant sur une série de données couvrant la période 1971-2000. En 2020, Météo-France publie une typologie des climats de la France métropolitaine dans laquelle la commune est exposée à un climat océanique altéré et est dans la région climatique  Lorraine, plateau de Langres, Morvan, caractérisée par un hiver rude (1,5 °C), des vents modérés et des brouillards fréquents en automne et hiver. 
Pour la période 1971-2000, la température annuelle moyenne est de 9,7 °C, avec une amplitude thermique annuelle de 16,3 °C. Le cumul annuel moyen de précipitations est de 1 033 mm, avec 13,8 jours de précipitations en janvier et 9,8 jours en juillet. Pour la période 1991-2020, la température moyenne annuelle observée sur la station météorologique de Météo-France la plus proche, « Chevillon_sapc », sur la commune de Chevillon à 13 km à vol d'oiseau, est de 11,1 °C et le cumul annuel moyen de précipitations est de 982,1 mm. 
La température maximale relevée sur cette station est de 40,6 °C, atteinte le 25 juillet 2019 ; la température minimale est de −17,4 °C, atteinte le 20 décembre 2009,,. 
Les paramètres climatiques de la commune ont été estimés pour le milieu du siècle (2041-2070) selon différents scénarios d'émission de gaz à effet de serre à partir des nouvelles projections climatiques de référence DRIAS-2020. Ils sont consultables sur un site dédié publié par Météo-France en novembre 2022.

## Urbanisme

### Typologie
Au 1er janvier 2024, Fouchères-aux-Bois est catégorisée commune rurale à habitat dispersé, selon la nouvelle grille communale de densité à sept niveaux définie par l'Insee en 2022.
Elle est située hors unité urbaine. Par ailleurs la commune fait partie de l'aire d'attraction de Bar-le-Duc, dont elle est une commune de la couronne,. Cette aire, qui regroupe 86 communes, est catégorisée dans les aires de 50 000 à moins de 200 000 habitants,.

### Occupation des sols
L'occupation des sols de la commune, telle qu'elle ressort de la base de données européenne d’occupation biophysique des sols Corine Land Cover (CLC), est marquée par l'importance des territoires agricoles (70,8 % en 2018), une proportion sensiblement équivalente à celle de 1990 (70,7 %). La répartition détaillée en 2018 est la suivante : 
terres arables (59,6 %), forêts (23,9 %), prairies (11,2 %), zones urbanisées (5,3 %). L'évolution de l’occupation des sols de la commune et de ses infrastructures peut être observée sur les différentes représentations cartographiques du territoire : la carte de Cassini (XVIIIe siècle), la carte d'état-major (1820-1866) et les cartes ou photos aériennes de l'IGN pour la période actuelle (1950 à aujourd'hui).

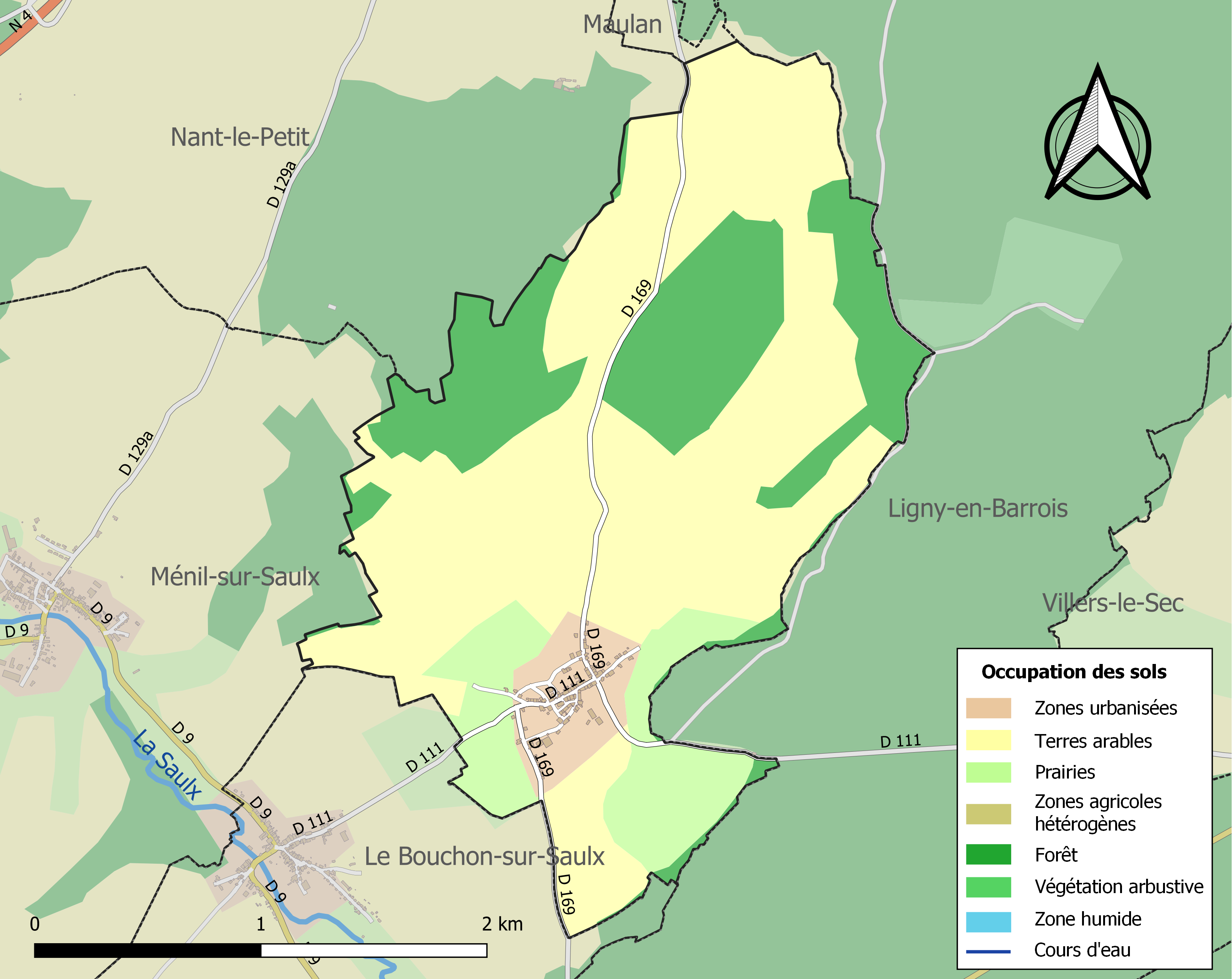
Carte des infrastructures et de l'occupation des sols de la commune en 2018 (CLC).

### Morphologie urbaine
La commune de Fouchères a pour écart la ferme de la Borde. Fondée à une époque incertaine par les religieux de l'ordre des Prémontrés de l'abbaye de Jovilliers, cette ferme, qui était primitivement une léproserie, est demeurée propriété et dépendance paroissiale de cette abbaye jusqu'à la Révolution. En 1791, elle fut vendue par le Trésor National et réunie à la paroisse de Fouchères.
La ferme de la Borde a eu à subir en 1991 un incendie qui a détruit la majeure partie des bâtiments. Il ne reste donc que deux bâtiments servant de hangars.

### Logement
Six maisons individuelles de type HLM (appelé le quartier des HLM).

## Toponymie
Le nom de la localité est attesté sous les formes Foulchieres (1302) ; Foucheriæ, Faulchiers (1402) ; Fouchieres (1495-96) ; Feugère (1700) ; Fouchers (1711) ; Fulcherium (1711) ; Foulcherium (1749).

« D'après la traduction latine Fulcherium ou Foulcherium, Fouchères tirerait son nom de fougère, ce qui est d'autant moins vraisemblable que la fougère est très rare sur le territoire. L'étymologie celtique Fonéa, Faon (hêtre), Focaria (chauffage ou droit de prendre du bois dans une forêt) paraît beaucoup plus probable. »
Par décret du 10.06.1919 , Fouchères prend le nom de Fouchères-aux-Bois. Le village est ainsi appelé en raison de sa proximité vis-à-vis de la forêt de Ligny.

## Histoire
(juillet 2015).
L'implantation humaine à Fouchères-aux-Bois semble donc  ancienne, comme en témoignent les différents objets retrouvés au lieu-dit Mazerois :
« Rappelons les ruines à Mazeroye, aujourd'hui Mazerois, dont on exhume de temps à autre quelques vestiges, tels que restes de constructions, statues en pierre représentant des divinités païennes, pièces de monnaie romaines. Un vase renfermant quantité de ces pièces y a été trouvé en 1876, par M. Moreau Paulin, qui l'a cédé au musée de Bar-le-Duc en 1876. »
Mais des implantations humaines plus anciennes ont dû exister sur le territoire de la commune.
Pour ce qui est de l'histoire plus récente, il est fait mention de la commune une première fois en 1302. On peut reprendre ensuite les différentes dates :
- Une ordonnance de 1488 règle les droits de vaine pâture entre les gens de Fouchères et ceux du Bouchon. Par cette ordonnance, les habitants de Fouchères avaient droit de passage dans le Bouchon pour aller mener les bestiaux paître dans la prairie.
- En 1504, la haute, moyenne et basse justice de Fouchères, le ban et finage de cette localité appartenaient par moitié au Duc de Bar et au Comte de Ligny : aussi le mayeur de ce village était-il alternativement nommé par les deux seigneurs pour lesquels il rendait la justice.
- Pour éviter un conflit entre le duc de Lorraine et le comte de Ligny, un partage des habitants et sujets de Fouchères eut lieu en 1659.
- C'est à cette date (1659) qu'il faut faire remonter l'origine de l'existence simultanée à Fouchères, de deux mairies : l'une, composée d'un maire, d'un lieutenant, d'un procureur, d'un substitut et d'un greffier, rendant la justice pour S.A.R. le duc de Lorraine ; l'autre, composée également d'un maire, d'un lieutenant, d'un procureur, d'un substitut et d'un greffier, rendant la justice pour monseigneur de Luxembourg.
- Avant la réunion des deux duchés à la France, Fouchères faisait partie du Barrois mouvant, partie office et prévôté de Bar, partie office et prévôté de Ligny ; recette, coutume et bailliage de Bar-le-Duc, présidial de Châlons et parlement de Paris. En 1734, toutes juridictions sur les deux parties furent réunies et incorporées à la seule prévôté de Ligny. Après la réunion des deux duchés (1766), le roi en était seul seigneur.
- Avant la Révolution, la paroisse de Fouchères dépendait du diocèse de  Toul, de l'archevêché de Trêves, du doyenné de Dammarie, et avait saint Laurent et saint Maur pour patrons. La petite paroisse du Bouchon qui en était déjà l'annexe en 1645, l'est demeurée jusqu'en 1847. La nomination à la cure appartenait à l'abbé de Saint-Léon de Toul, qui était décimateur avec le curé du lieu et le prieur de Dammarie. Des redevances étaient aussi payées au marquis de Stainville et aux dames religieuses Annonciades de Ligny.
- En 1790, cette paroisse fut comprise dans le diocèse de Verdun, puis lors de la suppression de ce diocèse, en 1801, elle fut réunie à celui de Nancy, et depuis 1823, elle fait partie du diocèse de Verdun, alors reconstitué, de l'archiprêtré de Bar-le-Duc et du doyenné de Montiers sur Saulx. Elle a pour patrons saint Maur (15 janvier) et saint Laurent (10 août).
- Ensuite du décret de l'Assemblée Nationale du 30 janvier 1790, constituant le département de la Meuse et le divisant, Fouchères devint l'une des municipalités du district de Bar et du canton de Stainville. Ce n'est qu'en 1800 que Fouchères fut réuni au canton de Montiers. On y comptait quarante-neuf citoyens actifs en 1792.
- Aux XIXe et XXe siècles, l'histoire du village est semblable à celle des campagnes françaises : à savoir une augmentation de la population puis une diminution jusqu'à la fin du XXe, pour se terminer par la fermeture de l'école communale (qui ne comptait plus que deux élèves) au début des années 1980.

Pendant la Première Guerre mondiale, le village était loin des combats, seules quelques troupes y ont stationné en repos.
La commune a eu à déplorer deux enfants morts pour la France. La tombe d'un soldat mort dans la commune se situe aussi au cimetière.
On notera l'anecdote suivante :
À la fin du Premier Conflit Mondial, le conseil municipal a pris la décision de modifier le nom du village, passant ainsi de Fouchères à Fouchères-aux-Bois, afin de différencier le village des autres communes homonymes (voir la page : Fouchères), pour, semble-t-il des problèmes d'acheminement de courrier. Du fait de la présence de plusieurs mares à l'époque, le choix de Fouchères-aux-Mares avait été aussi envisagé.
Si on s'en tient ainsi à l'étymologie retenue, la notion de bois apparaît donc deux fois dans le nom de la commune.

### Tradition
Le village est placé sous la protection de trois saint-patrons qui sont saint Laurent, saint Maur et saint Claude. La fête du village a lieu le dimanche précédent le jour de la Saint-Laurent (le 10 août), seul jour de l'année (hors mariages et enterrements) où un office a lieu. Habituellement, quelques forains viennent (venaient) animer le dimanche après-midi avec un manège pour enfant, un stand de tir et une confiserie.

## Politique et administration
| Période                                  | Période   | Identité                | Étiquette | Qualité |
| ---------------------------------------- | --------- | ----------------------- | --------- | ------- |
| Les données manquantes sont à compléter. |           |                         |           |         |
| mars 2001                                | mars 2014 | Françoise Rostan-Paquet | SE        |         |
| mars 2014                                | mai 2020  | Guy Martin              | SE        |         |
| mai 2020                                 | En cours  | Laurent Magron          |           |         |

## Population et société

### Démographie
L'évolution du nombre d'habitants est connue à travers les recensements de la population effectués dans la commune depuis 1793. Pour les communes de moins de 10 000 habitants, une enquête de recensement portant sur toute la population est réalisée tous les cinq ans, les populations de référence des années intermédiaires étant quant à elles estimées par interpolation ou extrapolation. Pour la commune, le premier recensement exhaustif entrant dans le cadre du nouveau dispositif a été réalisé en 2007.

En 2022, la commune comptait 133 habitants, en évolution de −5 % par rapport à 2016 (Meuse : −4,4 %, France hors Mayotte : +2,11 %).
| 1793 | 1800 | 1806 | 1821 | 1831 | 1836 | 1841 | 1846 | 1851 |
| ---- | ---- | ---- | ---- | ---- | ---- | ---- | ---- | ---- |
| 238  | 238  | 225  | 247  | 292  | 304  | 317  | 334  | 340  |

| 1856 | 1861 | 1866 | 1872 | 1876 | 1881 | 1886 | 1891 | 1896 |
| ---- | ---- | ---- | ---- | ---- | ---- | ---- | ---- | ---- |
| 327  | 357  | 335  | 311  | 296  | 283  | 274  | 272  | 272  |

| 1901 | 1906 | 1911 | 1921 | 1926 | 1931 | 1936 | 1946 | 1954 |
| ---- | ---- | ---- | ---- | ---- | ---- | ---- | ---- | ---- |
| 235  | 229  | 217  | 191  | 190  | 179  | 165  | 154  | 138  |

| 1962 | 1968 | 1975 | 1982 | 1990 | 1999 | 2006 | 2007 | 2012 |
| ---- | ---- | ---- | ---- | ---- | ---- | ---- | ---- | ---- |
| 143  | 130  | 124  | 138  | 134  | 135  | 138  | 138  | 150  |

| 2017 | 2022 | - | - | - | - | - | - | - |
| ---- | ---- | - | - | - | - | - | - | - |
| 134  | 133  | - | - | - | - | - | - | - |

Sans doute du fait de sa proximité de certaines aires urbaines et de l'accès rapide à la RN 4 (et pourquoi pas grâce au lieu lui-même), la population de Fouchères-aux-Bois a réussi à se maintenir ces dernières années, malgré les départs et les décès. On remarque ainsi que peu de maisons sont abandonnées et que même certaines ont été remises en état et réoccupées récemment.

### Enseignement
Après la fermeture de l'école communale, les enfants du village allaient à l'école de Viller-le-Sec, jusqu'à la fermeture de cette dernière au début des années 1990.
Aujourd'hui, suivant la classe, ils vont à l'école du Bouchon-sur-Saulx ou de Ménil-sur-Saulx.
Bien que plus près de Ligny-en-Barrois, c'est dans les collèges de Ligny-en-Barrois que doivent normalement se rendre ensuite les élèves.
C'est enfin à Bar-le-Duc que se situent les différents lycées.

## Économie
On compte à Fouchères-aux-Bois plusieurs entreprises, liées directement... au bois.  Il existe ainsi une société d'exploitation forestière, une scierie ainsi qu'une fabrique de meubles.
Pour l'activité agricole, une seule ferme est présente au village. Cependant, des exploitants agricoles des communes voisines possèdent ou cultivent des terrains sur le territoire de la commune.
On ne compte ni commerce ni café.
La commune tire  donc des revenus de la taxe professionnelle mais aussi de la vente de bois provenant de la forêt communale.

## Culture locale et patrimoine

### Lieux et monuments

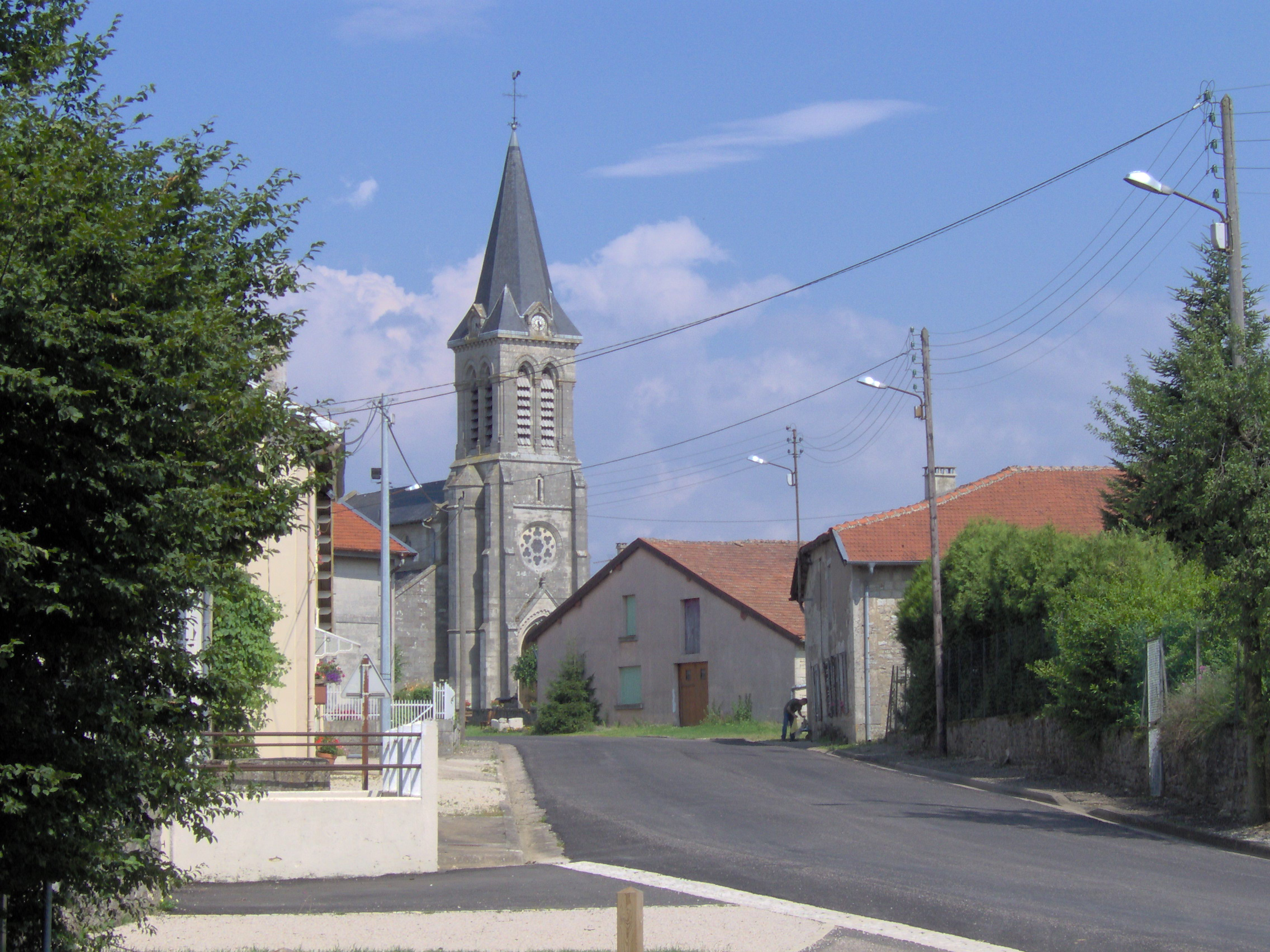
L'église Saint-Laurent.

« Son ancienne église, dont le chœur remontait au XIIe siècle, eut à souffrir d'un commencement d'incendie en 1783. Restaurée en 1786, sa tour, qui avait cinquante-neuf pieds de hauteur, fut réduite à cinquante-trois. Restaurée de nouveau en 1852, l'arcade la coupant en deux parties fut supprimée ; les voûtes de la nef et des contreforts extérieurs furent construits. Démolie en 1868, elle a été reconstruite en 1869-1870 dans le style primitif (XIIe siècle ou ogival). Un chœur carré et une fenêtre trilobée au fond de l'abside sont les particularités architecturales qu'elle présente ; les statues de saint Laurent et de saint Maur, déjà anciennes et de médiocre valeur, ainsi que deux grands reliquaires en pierre incrustés dans le mur absidal, composent toutes ses richesses archéologiques. »
Cette reconstruction a aussi été l'occasion de déplacer le cimetière à l'extérieur du village.
Il est par ailleurs fait mention de quelques éléments de fortifications dans certains ouvrages, le village est même mentionné au musée des fortifications de Montmédy. Ces éléments se résument à des meurtrières placées dans l'escalier du clocher. On trouve aussi une vierge de Pitié datant du XVIe siècle.
Trois croix sont réparties aux limites de l'agglomération : chacune dédiée à un des saint-patrons de la commune.
Dans la monographie du XIXe siècle, on trouve encore :
« Disons également qu'il existait anciennement un château dont on voyait encore les ruines en 1760. Non loin de là, dans les jardins, on retrouve, à environ quarante centimètres de profondeur, un béton que la pioche a du mal à entamer. Des restes d'une conduite en pierres soudées avec du plomb, y existent encore. »
Aujourd'hui, aucune trace de ces ruines ne subsiste.
Comme déjà évoqué, au sud de la commune se situe le lieu-dit Mazerois (nom qui, étymologiquement, évoque une construction ou une ruine). Il n'est pas impossible qu'à cet endroit se soit établie une « villa » gallo-romaine (voir la partie historique). Cependant, aucune fouille archéologique n'a été entreprise : l'intérêt scientifique est sans doute assez limité.
Lieu-dit :
On raconte que « dans le temps » (c'est-à-dire avant mais on ne sait pas quand...) un homme, le Père François avait voulu s'installer seul dans un endroit éloigné du village (1 km au plus), en lisière de la forêt de Ligny. Les gens du village parlaient ainsi de la folie du père François. Cette anecdote, vraie ou pas, a donné le nom du lieu-dit la Folie. On apercevait à cet endroit, il y a une dizaine d'années encore, ce qui avait dû être un puits. Certains esprits poétiques ont voulu y voir l'ancienne implantation du village. Le mystère reste présent.